# Henry Bacon

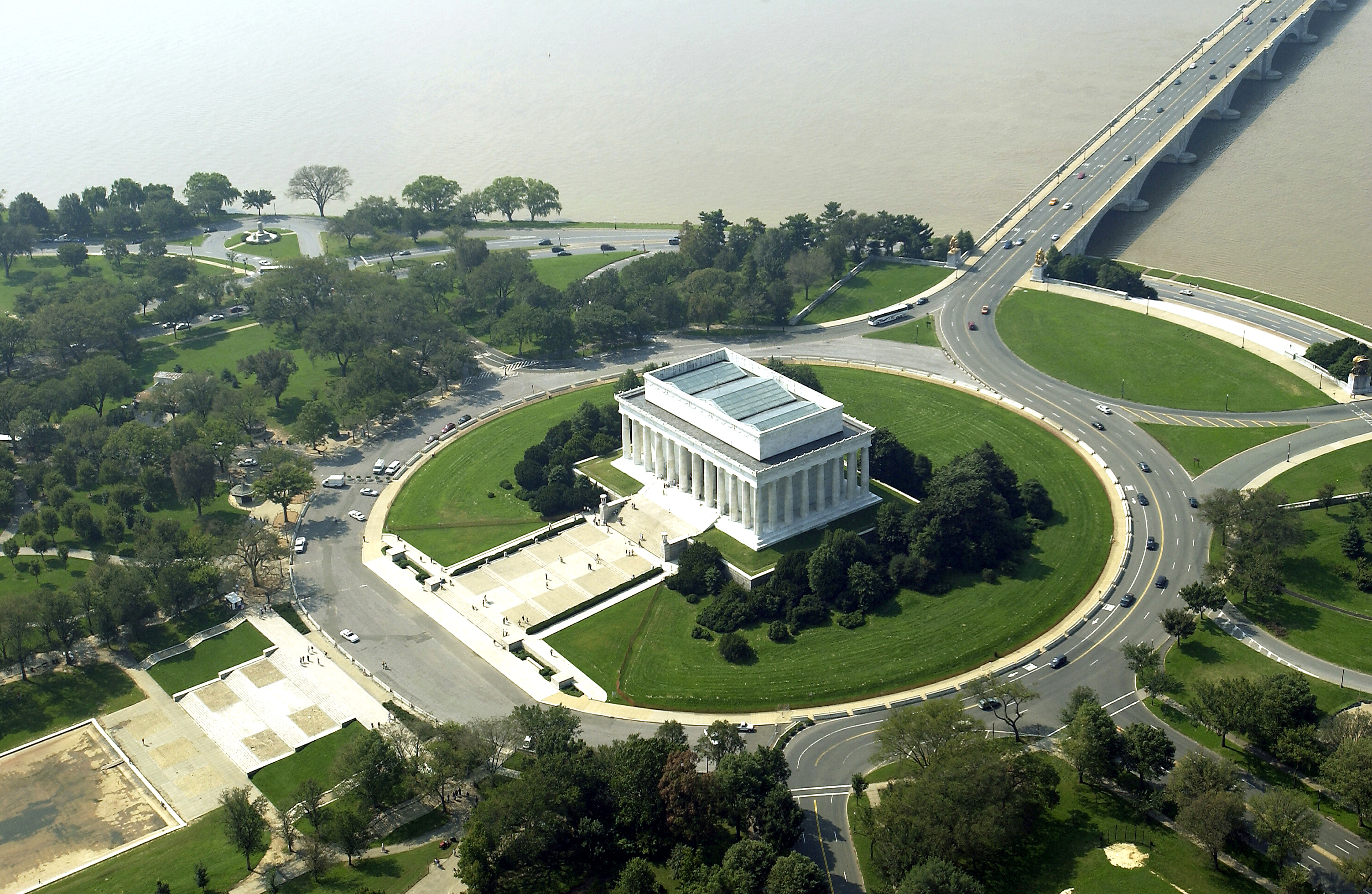
Lincoln Memorial

Henry Bacon (Reno, Nevada, 28 de novembro de 1866 – 17 de fevereiro de 1924) foi um arquiteto Beaux-Arts dos Estados Unidos, mais conhecido pela concepção do Lincoln Memorial em Washington, D.C., construído entre 1915–1922.